# Групповой отбор
Групповой отбор — случай междемового отбора, в которых демы представляют собой социальные группы. Более строго — некоторый аллель гена может зафиксироваться или распространиться в группе особей, давая ей эволюционное конкурентное преимущество по отношению к другим группам особей того же вида. Термин ввел В. К. Винн-Эдвардс в 1962 году. В том же 1960-м десятилетии сформируется научный консенсус, отвергнущий данный концепт, однако впоследствии оный будет снова принят.
Более общая версия теории группового отбора, и ныне принимаемая большинством, называется многоуровневым отбором (англ. Multilevel Selection, MLS; см далее). Как форму группового отбора рассматривает родственный Дэвид Слоан Уилсон, гипотеза группового отбора не является альтернативной теорией для ответа на проблему альтруизма, но дополнением к родственному отбору.

## Определения
Дэм — группа особей одного вида популяционной природы — метапопуляция, популяция, субпопуляционные группы.
- Групповой отбор в широком смысле: может действовать на группы особей очень разной природы — популяции, колонии, семьи, социальные группы и т. д.. Включает разные механизмы, в том числе и родственный отбор (кин-отбор), — является недостаточно четко определенным понятием.
- Групповой отбор в узком смысле — Междемовый отбор: действует на группы популяционной природы — демы, ценопопуляции, локальные популяции.

## Развитие теории
Как отмечал Дэвид Слоан Уилсон, размышления Дарвина о человеческой морали ("а не о поведении «для блага группы» у других видов"), привели его к разработке концепции группового отбора:18.
Первоначально Винн-Эдвардс связывал групповой отбор с процессом избирательного выживания отдельных популяций, который ведет к увеличению приспособленности вида и его процветанию. Однако, в основе своей, групповой отбор имеет индивидуальный отбор. Более того, групповой отбор слабее индивидуального по следующим причинам:
- Плодовитость и смертность особей много больше чем групп особей.
- Генетическая изменчивость особей много больше чем групп особей.
- Корреляция между признаками и репродуктивным успехом особей много больше чем у групп особей.

Все эти причины обуславливают много большую, чем групповую, индивидуальную приспособляемость, пластичность и адаптационную способность. По замечанию П. Турчина, "в 1950-х и 60-х годах было много плохой теории и наивного группового отбора". Дэвид Слоан Уилсон отмечает, что в последней четверти XX века «групповой отбор все еще был изгоем, запрещенным так же строго, как ламаркизм»:20. В своих мемуарах он подмечает, что отказ от теории группового отбора в области эволюционной биологии хронологически примерно совпал с поворотом к так называемому Методологическому индивидуализму:28.
Как указывает Дэвид Слоан Уилсон, более общая версия теории группового отбора называется многоуровневым отбором (англ. Multilevel Selection, MLS), потому что и в природе, и в человеческой жизни часто существует вложенная иерархия групп внутри групп. Убежденным сторонником данной теории называл себя Питер Турчин. По его словам: "Неопровержимый факт заключается в том, что единственной теорией, которая смогла дать внутренне непротиворечивое объяснение эволюции человеческой ультрасоциальности, является многоуровневый отбор. И это единственная теория, которая дала проверяемые прогнозы".